# Avenue Félix-Faure (Lyon)
Pour les articles homonymes, voir Avenue Félix-Faure.
L'avenue Félix-Faure est une importante voie des 3e et 7e arrondissements de Lyon, en France. Traversant le 3e arrondissement d'ouest en est, l'avenue relie l'avenue Jean-Jaurès à la place des Maisons-Neuves, aux confins de Lyon et Villeurbanne. 

## Odonymie
Elle doit son nom à Félix Faure (1841-1899), président de la République française de 1895 à 1899. Son nom a été attribué par délibération municipale du 24 avril 1900.

## Histoire
Si Louis Maynard souligne que les ancêtres de Félix Faure sont originaires de Meys dans le canton de Saint-Symphorien-sur-Coise à quelques encablures de Lyon, il indique que ce « nom n'intéresse pas l'histoire locale », mais précise toutefois que jusqu'au 24 avril 1900, la voie porte le nom d'avenue du Château en raison de la proximité du château de la Buire, aujourd'hui intégré dans la résidence universitaire André Lirondelle,.
Jusqu'en 1947, la gare de Lyon-Est du chemin de fer de l'Est de Lyon se situait avenue Félix-Faure, à proximité du fort Montluc et de l'ancienne gare marchandise de La Part-Dieu. Elle fut démolie vers 1950.
L'ancienne usine des chantiers de la Buire était située au no 84. Elle est occupée à partir de 1999 par le Théâtre des Asphodèles. Les bâtiments sont détruits en 2007, dans le cadre de l'aménagement de la ZAC de la Buire.